# فيروس الجوال
فيروس الجوال (بالإنجليزية: Mobile virus)‏هي برامج ضارة تستهدف الهواتف المحمولة أو شبكة اللاسكية تكون مهمة فيروس الجوال هي سرقة المعلومات الخاصة وفي بعض الأحيان تكون مهمة الفيروس تدمير النظام.